# Daniel Conahan
Daniel Owen Conahan Jr. (11 de mayo de 1954) es un asesino, violador y presunto asesino en serie estadounidense convicto. Conahan fue condenado por un asesinato, pero ha sido vinculado con más de una docena, principalmente de hombres gay en el condado de Charlotte, Florida, en lo que se conoció como los asesinatos de Hog Trail.

## Primeros años y carrera
Conahan nació en Charlotte, Carolina del Norte, y se mudó con su familia a Punta Gorda, Florida, poco después de su nacimiento. Descubrió que era homosexual cuando era adolescente, lo que le disgustó a sus padres, quienes lo enviaron a varios psiquiatras. Se graduó de Miami Norland High School en 1973 y se alistó en la Armada de los Estados Unidos en 1977, quedando apostado en la Estación Naval de Grandes Lagos, en Illinois. En 1978 estuvo a punto de ser sometido a un consejo de guerra por llevar a compañeros de servicio fuera de la base para mantener relaciones sexuales, Fue dado de baja unos pocos meses después de involucrarse en una pelea con un hombre al que había intentado forzar para practicarle sexo oral.
Después de su baja en la Marina, Conahan se quedó en Chicago por 13 años antes de mudarse de regreso a Punta Gorda para vivir con sus ancianos padres en 1993. Se volvió enfermero práctico licenciado Archivado el 9 de julio de 2021 en Wayback Machine. en 1995, graduándose como el mejor de su clase en el Centro Técnico-Vocacional de Charlotte. Consiguió trabajar en el Centro Médico Regional de Charlotte en Punta Gorda.[cita requerida]

## Asesinatos
Se descubrió el cadáver mutilado de un hombre en Punta Gorda el 1 de febrero de 1994. El cuerpo había permanecido a la intemperie por casi un mes; tenía quemaduras de cuerda en la piel y los genitales habían sido removidos y desechados. El hombre no fue identificado sino hasta 2021, cuando la Oficina del Sheriff del Condado de Charlotte anunció que las nuevas pruebas de ADN confirmaban que la víctima era Gerald (Jerry) Lombard, de Lowell, Massachusetts.
El 1 de enero de 1996, el perro de una familia de North Port llevó a casa un cráneo humano masculino. La policía acabó reconstruyendo la mayor parte del esqueleto y determinó que los genitales habían sido cortados, similar a la víctima de 1994 (Lombard). El esqueleto de North Port no ha sido identificado.
El cuerpo mutilado de un tercer hombre fue descubierto en North Port el 7 de marzo de 1996. Este último había sido asesinado tan solo 10 días antes. También permaneció sin identificar hasta junio de 1999, cuando fue identificado como John William Melaragno.

Se encontró otro cráneo masculino en el condado de Charlotte el 17 de abril de 1996. La policía investigó el bosque cercano y descubrió el resto del hombre, junto con un segundo cuerpo. El segundo era un hombre que había sido violado, asesinado y mutilado un día antes, y se le identificó como Richard Allen Montgomery. El primer cuerpo fue posteriormente identificado como Kenneth Lee Smith. Surgieron muchas sospechas de que se tratara de un asesino serial, y los medios de comunicación apodaron a lo ocurrido como los "Asesinatos de Hog Trail", por las zonas boscosas en que se descubrieron los cuerpos.

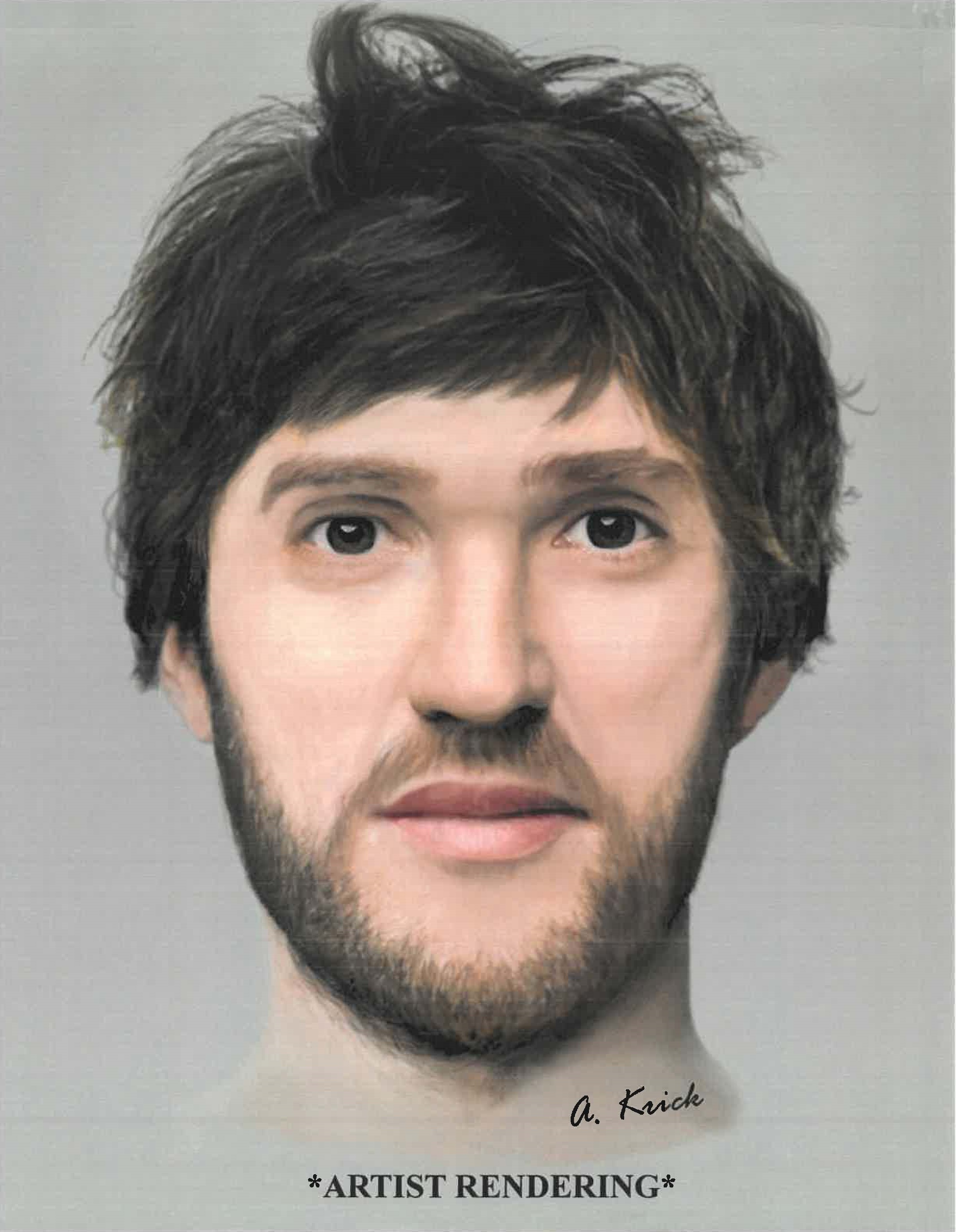
Reconstrucción facial de una víctima (previamente) sin identificar, conocida como NN #1; pruebas de ADN hechas en 2021 confirmaron que se trata de Gerald (Jerry) Lombard.

## Arresto
En mayo de 1996, algunos testigos dirigieron a la policía a Daniel Conahan, entre ellos uno que había escapado de Conahan cuando su auto se quedó atascado mientras lo conducía en un camino de tierra. Más tarde, la policía vinculó a Conahan a un informe de 1994 de la policía de Fort Myers en el que Stanley Burden había sido objeto de una proposición, atado a un árbol y casi estrangulado. Burden sobrevivió y tenía cicatrices de cuerda en su cuerpo dos años después.
Las tarjetas de crédito de Conahan fueron citadas y su casa fue registrada, en donde se encontró evidencia que lo relacionaba con Burden y Montgomery. El 3 de julio de 1996, Conahan fue arrestado y llevado al condado de Lee por el intento de homicidio de Burden. En febrero del año siguiente, se le acusó del asesinato de Montgomery, mientras que se retiraron los cargos de intento de homicidio en el caso de Burden.
Mientras Conahan esperaba a su juicio, se descubrió otro esqueleto en el condado de Charlotte el 22 de mayo de 1997. Diez meses después, pruebas de ADN identificaron a los restos como pertenecientes a William Charles Patten, quien había desaparecido en 1993.

## Juicio y encarcelamiento
Conahan fue juzgado por el secuestro y asesinato de Richard Allen Montgomery en 1996. En Punta Gorda, Conahan renunció a su derecho a un juicio con jurado el 9 de agosto de 1999, prefiriendo un juicio sin jurado. El testigo estrella fue Stanley Burden, quien, según las autoridades, casi había sido asesinado por Conahan en 1994. El abogado de Conahan rebatió que Burden era un pedófilo encarcelado cumpliendo una condena de entre 10 y 25 años en Ohio. El 17 de agosto de 1999, el Juez William Blackwell deliberó durante 25 minutos y declaró a Conahan culpable de secuestro y de homicidio premeditado en primer grado. Conahan consiguió trasladar la fase de la pena de su juicio al condado de Collier, pero, en noviembre, un jurado recomendó la pena de muerte, a lo que el juez Blackwell estuvo de acuerdo en que fuera el 10 de diciembre.
Conahan se encuentra actualmente en la Institución Correccional de Union, en Raiford, Florida.

## Descubrimiento de más esqueletos
Muchos más cuerpos fueron descubiertos en el área del condado de Charlotte que compartían similitudes con los asesinatos de Hog Trail: uno en 2000, dos en 2001 y uno en 2002. El 23 de marzo de 2007 se encontraron ocho cráneos y restos óseos en una zona boscosa en Fort Myers, el mayor descubrimiento de este tipo en la historia de Florida. A estos restos se les conoció como los "Ocho de Fort Myers". Aunque se consideró la posibilidad de una conexión con una funeraria cerrada, en las sospechas rápidamente se incluyó a Conahan. Stanley Burden, el testigo estrella en el juicio de Conahan, había sido atacado casi a un kilómetro del lugar donde se encontraron los restos óseos, de los cuales dos fueron posteriormente identificados como hombres que desaparecieron en 1995.

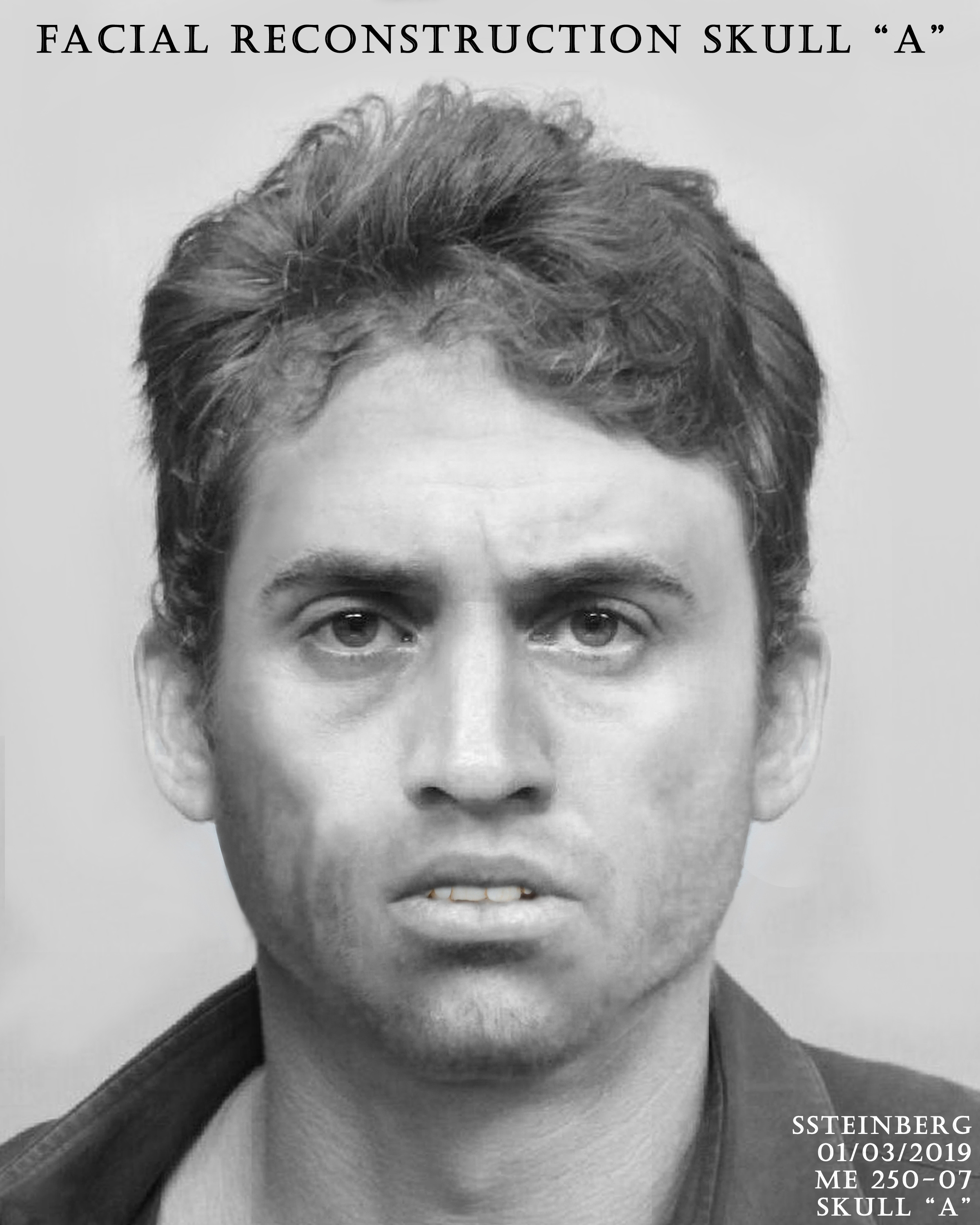
Reconstrucciones faciales de cinco víctimas sin identificar
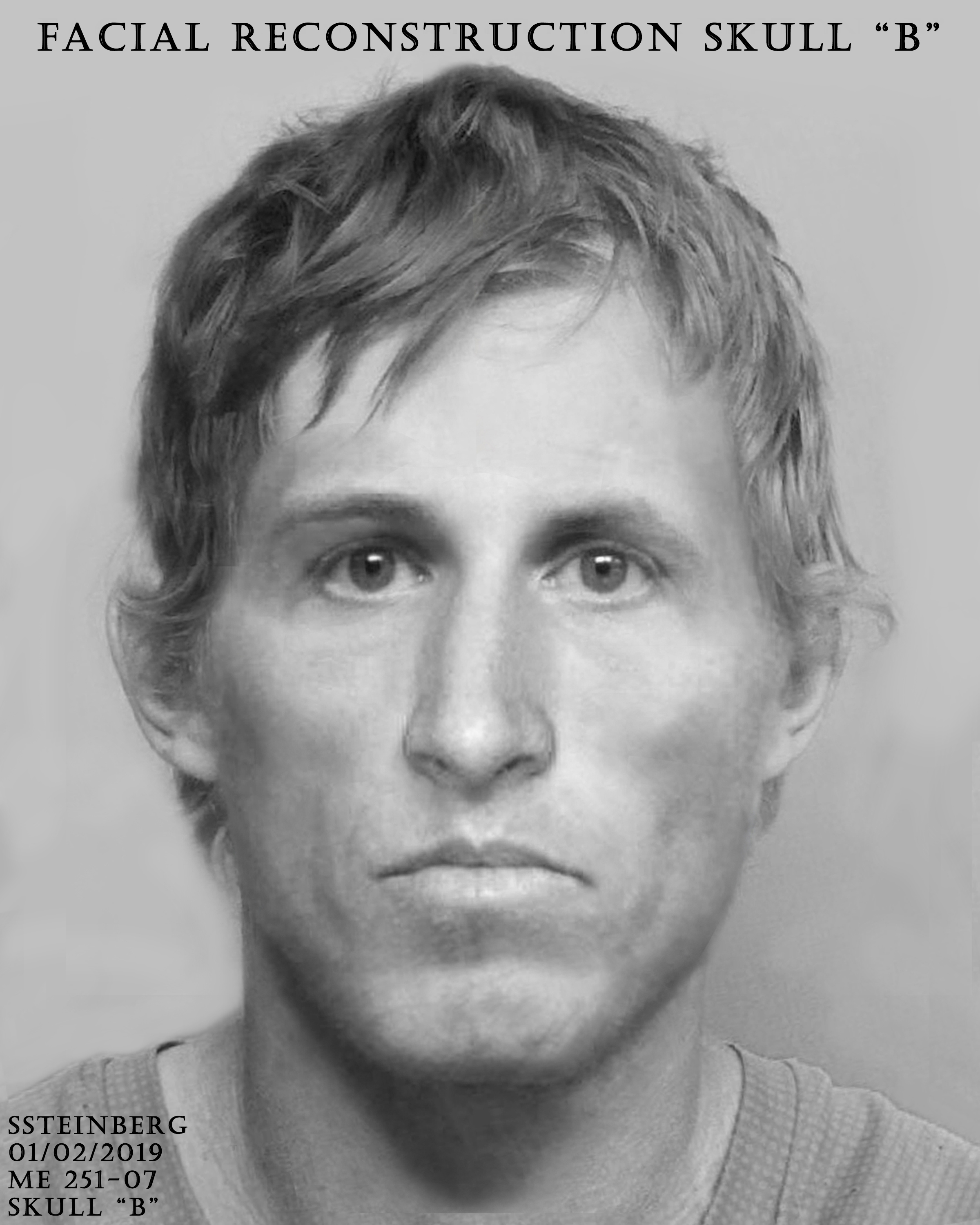
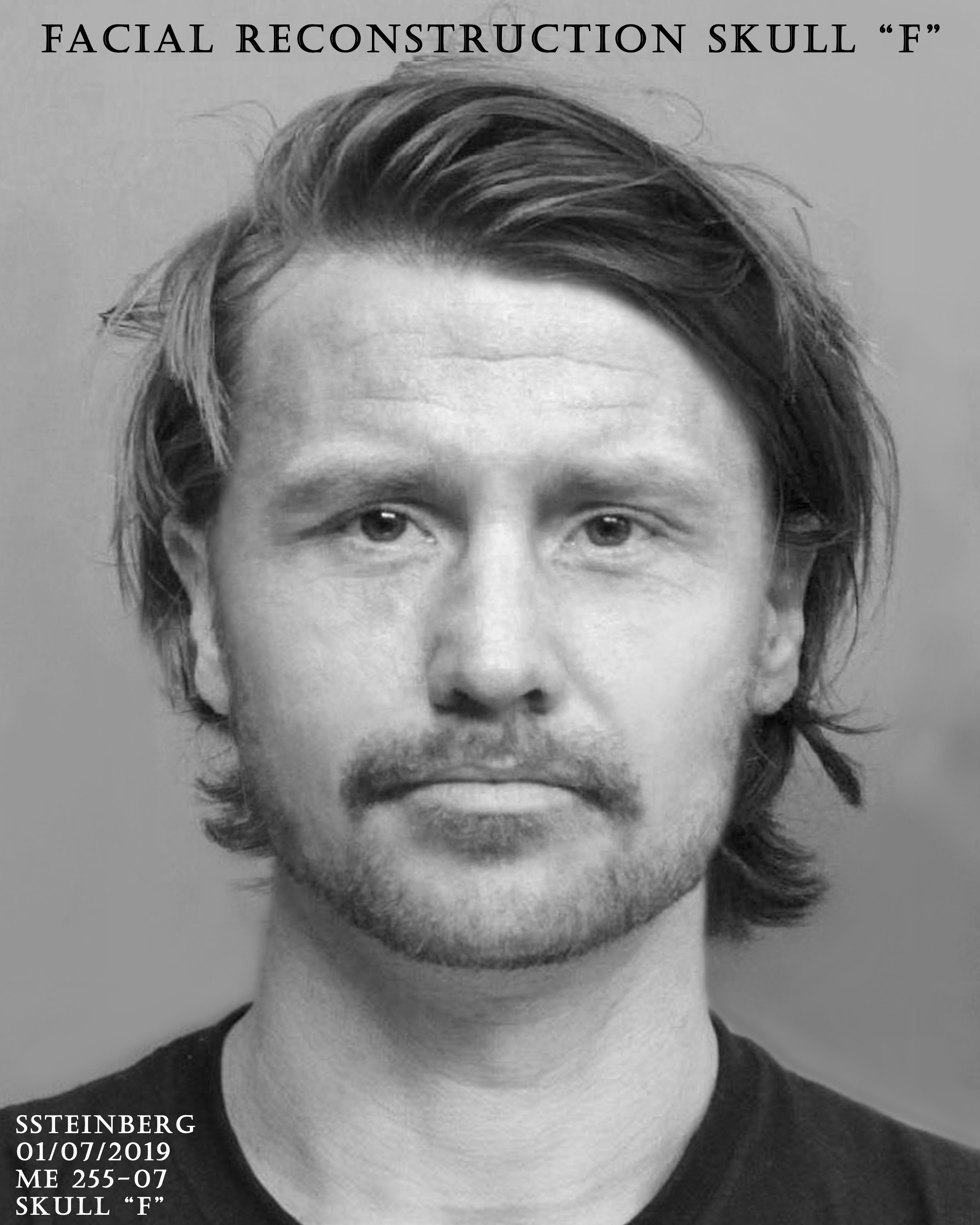
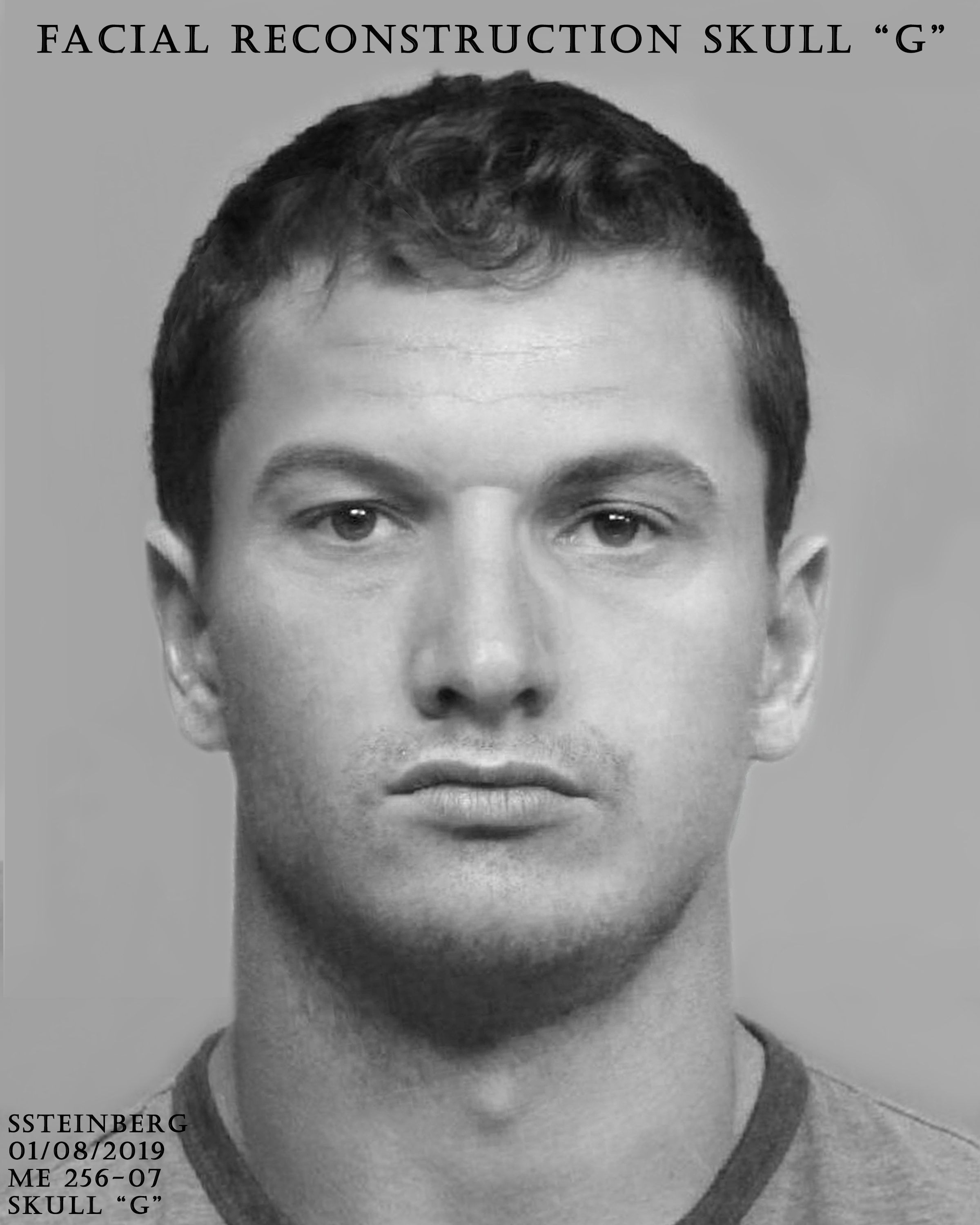
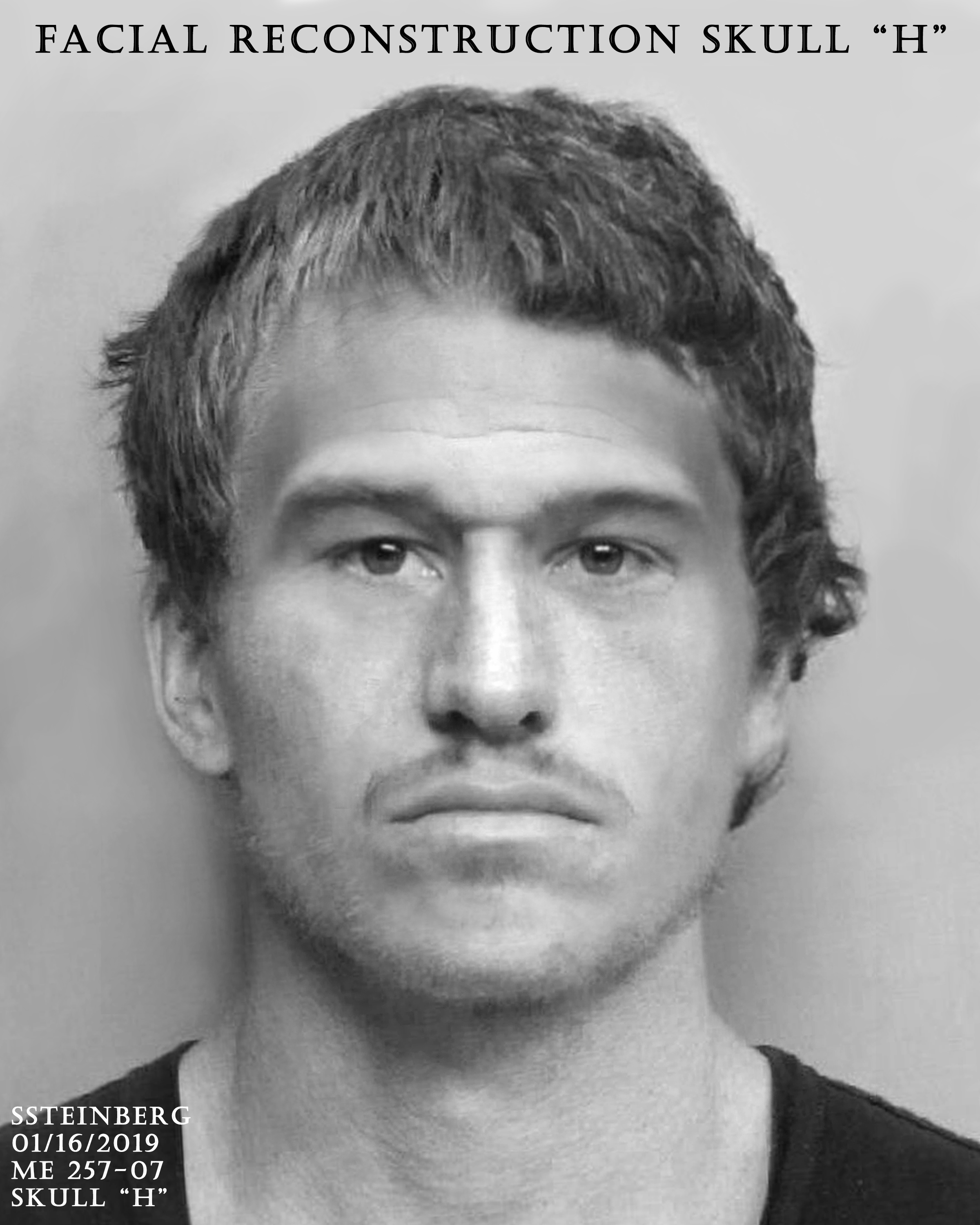